# Enio Cometti
Enio Cometti, a volte detto "Ennio" (Romano di Lombardia, 29 gennaio 1951), è un ex pugile italiano, campione italiano dei pesi mediomassimi tra il 1977 e il 1979 e sfidante al titolo europeo.

## Carriera
Nel 1971, da dilettante, è medaglia d'argento ai Campionati mondiali militari, a Rotterdam, nei pesi medi.
Passato professionista nel 1972, fallisce due tentativi di conquistare la cintura di campione italiano dei pesi mediomassimi, sconfitto entrambe le volte da Aldo Traversaro per knock-out tecnico alla decima ripresa. 
Riesce nel suo intento il 16 dicembre 1977, dopo che Traversaro ha lasciato il titolo vacante, battendo Onelio Grando per knock-out tecnico all'11º round nella sua Romano di Lombardia. Difende vittoriosamente il titolo due volte nel 1978, battendo Cristiano Cavina e Gino Freo, entrambi prima del limite.
Il 26 agosto 1979 vola al penitenziario di Rahway, nel New Jersey, per affrontare l'imbattuto galeotto James Scott, da cui perde per knock-out tecnico al 5º round. Tornato in Italia, perde a Trieste per knock-out tecnico al 5º round con l'aborigeno australiano Tony Mundine, già avversario di Carlos Monzón per il titolo mondiale dei pesi medi. 
Il 28 gennaio 1980, a Rotterdam, fallisce il tentativo di conquistare il titolo europeo dei mediomassimi contro l'olandese Rudy Koopmans  per knock-out tecnico al 9º round. Anche il suo secondo tentativo di riconquistare la cintura nazionale, nel 1981 contro Cristiano Cavina, ha esito negativo. 
Dopo un ultimo incontro a Rotterdam contro Alex Blanchard, concluso con un'altra sconfitta, nel 1982 lascia la boxe.